# Bernd Rohrmann
Bernd Rohrmann (* 24. August 1940 in Świdnica) ist ein deutscher Psychologe.

## Leben
Er studierte Psychologie (mit Ergänzungen in Soziologischer Methodik und Linguistik) in Marburg, Hamburg und Mannheim, wo er 1965 das Diplom, 1974 die Promotion (Fakultät für Sozialwissenschaften) und 1983 die Habilitation ablegte. Er wurde 1989 Privatdozent an der Universität Mannheim. Bis 1991 war er Dozent und Leiter eines sozialwissenschaftlichen Beratungsteams in Deutschland, außerdem Gastdozent in Österreich, der Schweiz, Australien und Neuseeland. Von 1993 bis 2009 lehrte er als Associated Professor an der University of Melbourne. Seit 2010 betreibt er Roman Research Road. Zahlreiche empirische Forschungsprojekte führt er durch (starke Betonung interdisziplinärer Ansätze und Anwendbarkeit von Befunden). Er arbeitete auch als Berater bei Regierungsbehörden, Gerichten und Unternehmen und nahm an Expertenanhörungen teil.
Seine Interessengebiete sind Umweltpsychologie, angewandte Sozialpsychologie und Forschungsmethodik. Hauptgebiete sind sprachliche Strukturen von Texten, Bewertung von virtuellen Umgebungen; Auswirkungen von Umweltfaktoren (z. B. Geräuschkulissen und Lärm); Risikowahrnehmung / Kommunikation / Management; Wohnwahl und Zufriedenheit; energiesparende Wohnungen; Entscheidungsprozesse und entscheidungsunterstützende Technologien; Lehrqualität. Methodologische Interessen sind Antwortskalen, Erhebungsmethodik, Evaluationsforschung und konzeptionelle Rahmenbedingungen. Mehrere Projekte sind als interkulturelle Studien konzipiert (in Zusammenarbeit mit Forschern aus Neuseeland, Deutschland, der Schweiz, Hongkong und Buenos Aires), um internationale Vergleiche zu ermöglichen. Er war mit Elsabea Rohrmann verheiratet und ist der Vater von Tim Rohrmann.

## Schriften (Auswahl)
- Psychometrische und textstatistische Studien zu syntaktischen Variablen. Mit 99 Tabellen. Buske, Hamburg 1974, ISBN 3-87118-180-3 (zugleich Dissertation, Mannheim 1973).
- Das Fluglärmprojekt der Deutschen Forschungsgemeinschaft. Eine interdisziplinäre Untersuchung über die Auswirkungen des Fluglärms auf die Menschen. Kurzbericht. Boldt, Boppard 1974, ISBN 3-7646-1612-1.
- Fluglärm und seine Wirkung auf den Menschen. Methoden und Ergebnisse der Forschung. Konsequenzen für den Umweltschutz. Huber, Bern/Stuttgart/Wien 1978, ISBN 3-456-80529-2.
- Psychologische Forschung und umweltpolitische Entscheidungen. Das Beispiel Lärm (= Beiträge zur psychologischen Forschung. Band 3). Westdeutscher Verlag, Opladen 1984, ISBN 3-531-11716-5.
- als Herausgeber mit Ortwin Renn: Cross-cultural risk perception. A survey of empirical studies (= Technology, risk, and society. An international series in risk analysis. Band 13). Kluwer, Dordrecht 2000, ISBN 0-7923-7747-8.